# Wykarczak ciemny
Wykarczak ciemny, wykarczak świerkowy (Arhopalus ferus) – gatunek chrząszcza z rodziny kózkowatych i podrodziny kłopotkowych.

## Morfologia
Chrząszcz o ciele długości od 13 do 25 mm, barwy ciemnobrązowej do czarnej. Ma głowę o nagich oczach i pokrywy o wierzchołku zaokrąglonym na brzegu zewnętrznym. Stopy mają co najwyżej do połowy wycięte trzecie człony.

## Ekologia
Larwy przechodzą rozwój w drewnie pniaków oraz w korzeniach i odziomkowych częściach pni obumierających. Roślinami żywicielskimi są sosny, świerki, a rzadziej modrzewie. Imagines spotkać można od lipca do września, czasem października.

## Występowanie
Gatunek ten zasiedla iglaste i mieszane bory w prawie całej Palearktyce. Znany jest też z krainy orientalnej. W Polsce występuje w prawie całym kraju.